# Phaonia malaisei
Phaonia malaisei är en tvåvingeart som beskrevs av Ringdahl 1930. Phaonia malaisei ingår i släktet Phaonia och familjen husflugor. Inga underarter finns listade i Catalogue of Life.